# Saint-Léger-Vauban
Saint-Léger-Vauban és un municipi francès, situat al departament del Yonne i a la regió de Borgonya - Franc Comtat. L'any 2007 tenia 424 habitants.

## Demografia

### Població
El 2007 la població de fet de Saint-Léger-Vauban era de 424 persones. Hi havia 164 famílies, de les quals 72 eren unipersonals (44 homes vivint sols i 28 dones vivint soles), 44 parelles sense fills, 44 parelles amb fills i 4 famílies monoparentals amb fills.
La població ha evolucionat segons el següent gràfic:
Habitants censats

### Habitatges
El 2007 hi havia 291 habitatges, 165 eren l'habitatge principal de la família, 115 eren segones residències i 11 estaven desocupats. 286 eren cases i 3 eren apartaments. Dels 165 habitatges principals, 142 estaven ocupats pels seus propietaris, 11 estaven llogats i ocupats pels llogaters i 12 estaven cedits a títol gratuït; 1 tenia una cambra, 8 en tenien dues, 31 en tenien tres, 35 en tenien quatre i 90 en tenien cinc o més. 74 habitatges disposaven pel capbaix d'una plaça de pàrquing. A 96 habitatges hi havia un automòbil i a 51 n'hi havia dos o més.

### Piràmide de població
La piràmide de població per edats i sexe el 2009 era:
| Homes | Edats   | Dones |
| ----- | ------- | ----- |
| 0     | 95 o +  | 0     |
| 8     | 90 a 94 | 0     |
| 8     | 85 a 89 | 0     |
| 8     | 80 a 84 | 4     |
| 44    | 75 a 79 | 4     |
| 28    | 70 a 74 | 24    |
| 20    | 65 a 69 | 24    |
| 12    | 60 a 64 | 20    |
| 4     | 55 a 59 | 8     |
| 20    | 50 a 54 | 16    |
| 16    | 45 a 49 | 4     |
| 24    | 40 a 44 | 4     |
| 4     | 35 a 39 | 16    |
| 12    | 30 a 34 | 16    |
| 4     | 25 a 29 | 12    |
| 4     | 20 a 24 | 0     |
| 4     | 15 a 19 | 12    |
| 20    | 10 a 14 | 8     |
| 20    | 5 a 9   | 36    |
| 16    | 0 a 4   | 12    |

## Economia
El 2007 la població en edat de treballar era de 216 persones, 156 eren actives i 60 eren inactives. De les 156 persones actives 142 estaven ocupades (95 homes i 47 dones) i 14 estaven aturades (8 homes i 6 dones). De les 60 persones inactives 17 estaven jubilades, 15 estaven estudiant i 28 estaven classificades com a «altres inactius».

### Ingressos
El 2009 a Saint-Léger-Vauban hi havia 161 unitats fiscals que integraven 363 persones, la mediana anual d'ingressos fiscals per persona era de 15.286 €.

### Activitats econòmiques
Dels 25 establiments que hi havia el 2007, 1 era d'una empresa extractiva, 2 d'empreses de fabricació d'altres productes industrials, 7 d'empreses de construcció, 7 d'empreses de comerç i reparació d'automòbils, 1 d'una empresa de transport, 1 d'una empresa d'hostatgeria i restauració, 1 d'una empresa financera, 2 d'empreses immobiliàries i 3 d'empreses de serveis.
Dels 8 establiments de servei als particulars que hi havia el 2009, 2 eren paletes, 1 guixaire pintor, 2 fusteries, 1 lampisteria, 1 electricista i 1 agència immobiliària.
L'únic establiment comercial que hi havia el 2009 era una botiga de menys de 120 m².
L'any 2000 a Saint-Léger-Vauban hi havia 19 explotacions agrícoles que ocupaven un total de 833 hectàrees.

## Equipaments sanitaris i escolars
El 2009 hi havia una escola elemental.

## Poblacions més properes
El següent diagrama mostra les poblacions més properes.